# Lana Bastašić
Lana Bastašić (ur. 1986 w Zagrzebiu) – bośniacka pisarka. 

## Życiorys
Urodziła się w 1986 roku w Zagrzebiu w serbskiej rodzinie, a wychowała się w Bośni. Ukończyła kulturoznawstwo specjalizując się w anglistyce. Przez lata mieszkała w Barcelonie, gdzie w 2016 roku współzałożyła szkołę Escola Bloom. Należała do redakcji katalońskiego magazynu literackiego „Carn de cap”, który powstał przy Escola Bloom. Zaangażowała się w powstanie projektu promującego bałkańskie pisarki. 
Jest autorką dwóch zbiorów opowiadań, książki dla dzieci, tomiku poezji i powieści. Opowiadania Bastašić ukazały się również w regionalnych antologiach i przyniosły autorce takie wyróżnienia, jak nagrodę za najlepsze opowiadanie w konkursie im. Ziji Dizdarevicia, czy nagrodę jury podczas festiwalu literackiego w Podgoricy. Jej debiutancka powieść Złap zająca, która ukazała się w 2018 roku w Belgradzie, opisuje trudną przyjaźń dwóch kobiet w kontekście powojennej Bośni. Autorka wykorzystała w niej własne doświadczenia dorastania w okresie rozpadu Jugosławii. Dzieło nawiązuje do Alicji w Krainie Czarów: Bośnia jest tu krainą czarów, która odzwierciedla strach, przemoc i wygnanie obecne w powieści Carrolla. Dzieło Bastašić zostało nominowane do nagrody „NIN” oraz zdobyło Europejską Nagrodę Literacką (2020). Autorka sama dokonała przekładu na język angielski.
W 2017 roku była zaangażowana w podpisanie deklaracji o wspólnym języku Serbii, Czarnogóry, Chorwacji i Bośni i Hercegowiny, dokumentu, w powstanie którego zaangażowanych było około dwustu językoznawców i pisarzy z czterech państw byłej Jugosławii. Deklaracja przedstawiona została w Sarajewie 30 marca 2017 i w ciągu 20 godzin podpisało ją ponad 2000 osób. Celem deklaracji było między innymi zwrócenie uwagi na sztuczne, wynikające z nacjonalizmów podziały i uwydatniane na siłę różnice, nadmierny i nieautentyczny puryzm. Podkreślano, że istnienie jednego, wspólnego języka nie zmienia faktu, że państwa i narody są cztery i nie ma nic wspólnego z przynależnością etniczną i poczuciem tożsamości narodowej.

## Dzieła przetłumaczone na jęz. polski
- Złap zająca. Dorota Jovanka Ćirlić (tłum.). Wydawnictwo Literackie, 2023. ISBN 978-83-08-08123-5. Brak numerów stron w książce